# مستلحمة أرمنية
مستلحمة أرمنية (الاسم العلمي: Hypocrea armeniacea) هو نوع من الفطريات يتبع جنس فطر المستلحمة من فصيلة المستلحمية